# Avan Jogia
Avan Tudor Jogia (Vancouver, 9 de fevereiro de 1992) é um ator e ativista canadense. Ficou mais conhecido ao atuar na série Victorious ao lado de Victoria Justice.

## Carreira
Avan atuou pela primeira vez em um filme chamado A Girl Like Me: The Gwen Araujo Story onde ele atuava como o irmão da protagonista, que era uma transexual, sua estreia televisiva foi em 2006. Ele também apareceu em uma série americana da TV CW chamada Os Aliens, seu personagem se chamava Sam.
Em 2008 ele apareceu como Champ em Gym Teacher: The Movie. No mesmo ano Avan atuou pelo Nickelodeon Network, em Spectacular! ele faz o papel de Tajid. Jogia também representou Ben Stark na série Caprica e atuou na série do Sci Fi Channel chamada Battlestar Galactica.
Avan estreou em Victorious em Março de 2010, mesmo ano da estreia da série. Ele é um dos protagonistas, Beck Oliver seu personagem estuda na Hollywood Arts, uma escola de Artes, que forma jovens talentosos e namora com Jade West (personagem de Elizabeth Gillies). Ele atua ao lado de Victoria Justice, uma atriz bem conhecida pela Nickelodeon, tendo participações em séries como Zoey 101.
Em 2011, Avan é personagem principal do filme Finding Hope Now e aparece na junção de Victorious e iCarly, o iParty Com Victorius - na série de TV iCarly.
Ao lado de Daniella Monet, ele co-organiza o Transformers: Dark of the Moon uma premiação realizada em Nova Iorque, na Times Square. Atuou na série Twisted como o protagonista Danny Desai em que é culpado pela morte de sua tia e passa a maior parte de sua vida preso em um reformatório até voltar para sua cidade natal e um novo assassinato ocorrer, tornando Danny o principal suspeito.
Em 2015 no Canal History, protagonizou "O Rei Tut", minissérie baseada em uma história real. Dividida em três capítulos de duas horas de duração cada, a produção mostra a saga de um dos governantes mais extraordinários da história: o rei Tutancâmon. Minissérie inicialmente do canal Skipe.
Atuou com o ganhador do Oscar, Sir Ben Kingsley (Ghandi) , vive o Grande Vizir Ay, Avan Jogia interpreta o rei Tutancâmon (conhecido como Tut). O elenco ainda é formado por Nonso Anozie (A Bíblia) como o general Horemebe; Sibylla Deen (Tyrant) como Ankhe; Kylie Bunbury (Under the Dome) como Suhad; entre outros.
Tutancâmon é coroado faraó aos nove anos de idade, depois que seu pai, o Rei Aquenáton, é assassinado por um servo de confiança. Forçado a se casar com sua irmã Ankhesenamun para preservar a linhagem real, Tut herda a nação mais poderosa do mundo, mas que sofre com conflitos internos. O jovem faraó, apenas uma criança, não governa de fato. É tratado com desdém por aqueles que o cercam, incluindo seu conselheiro mais próximo, Vizir Ay, que, na prática, é o governante do país. Ay convence o rei-menino a reverter muitas das reformas do Rei Aquenáton, como o monoteísmo.
Aos 19 anos, Tut quer ver o mundo fora do palácio com seus próprios olhos e reinar por conta própria, mas ele é contido por Vizir. Além disso, ele é desprezado pelo Alto Sacerdote de Amun, líder de um culto religioso politeísta, e pelo general Horemebe, que prega expansão territorial e guerra. Mas Tut não mudará de ideia. Ele sai disfarçado do palácio, conhecendo as agruras de seu povo e as ameaças ao reinado, que escondiam dele. Ele decide liderar o exército em uma batalha, resolução que agita o alto escalão de seus conselheiros conspiradores, que preferem que o faraó permaneça nas sombras.
Assim começa a jornada heroica de Tut, de testa-de-ferro a poderoso soberano que só quer que seu povo prospere. Ele luta para libertar a população da tirania de sacerdotes e vence a guerra contra os Mitani, poderosos inimigos do Egito. Apesar de tudo estar contra ele, Tut encontra o amor e força interior para superar seus inimigos dentro e fora do palácio. Ele paga um preço alto por seu país e morre de gangrena depois de ser ferido gravemente em uma batalha, aos 19 anos, após apenas dez anos de reinado. Estreou no Brasil nos dias 7, 8 e 9 de novembro de 2015.
Em Março de 2018, Avan estrela Ghost Wars, nova série de terror da Netflix.

## Vida pessoal

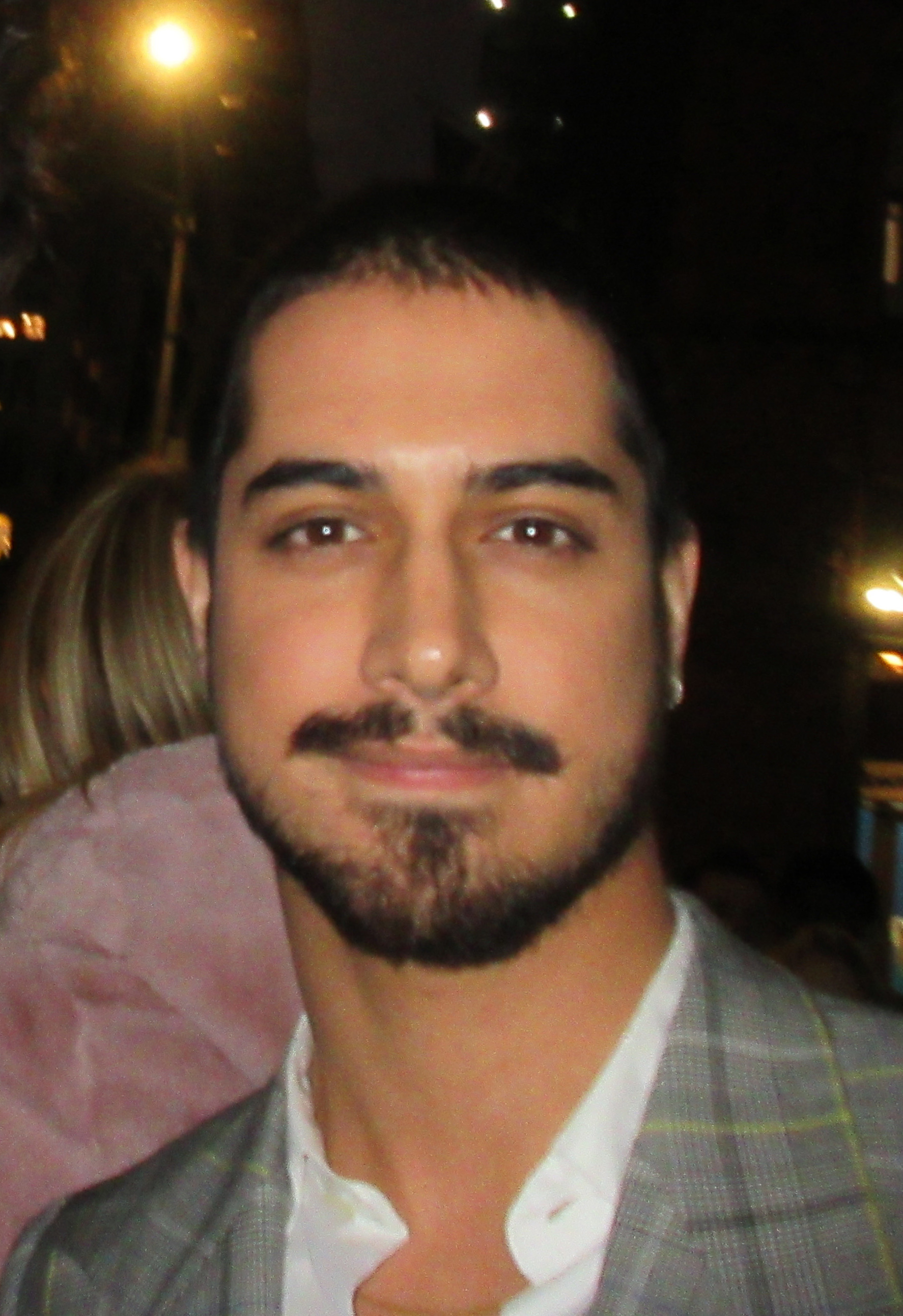
Avan Jogia

Nascido em Vancouver, é filho de um britânico de origem indiana e uma canadense de origem inglesa, alemã e galesa. Ele possui dupla cidadania; britânica e canadense. Jogia descreve a si mesmo como "espiritual" alternando meses como budista, bem como hinduísta. Jogia tem um certo número de tatuagens; uma no pescoço, pernas, ombro, costas e em seu antebraço. Acerca sua sexualidade, Jogia declarou que não se sente confortável rotulando-a. Jogia afirma que olho para todos os tipos de maneiras de ser, pois sou curioso sobre o que é preciso para ser humano.

### Ativismo
Jogia co-fundou a organização online PSA Straight But Not Narrow (SBNN) em 2011, com Heather Wilk e Andre Pochon em conjunto com o apoio do ator Josh Hutcherson. A organização sem fins lucrativos visa mudar as atitudes e pontos de vista dos heterossexuais sobre a comunidade LGBTQIA+. Jogia acreditava que não havia ninguém responsabilizando jovens heterossexuais por sua apatia. Quando você vê um valentão batendo em uma criança e fica parado, isso é tão alto, ou mais alto, do que a opressão real, e assim estabeleceu a organização.

## Filmografia

### Cinema
| Ano  | Título                      | Papel               | Notas          |
| ---- | --------------------------- | ------------------- | -------------- |
| 2010 | Triple Dog                  | Garoto adolescente  |                |
| 2011 | Alex                        | Alex                | Curta-metragem |
| 2014 | Streets of Hope             | Santos Delgado      |                |
| 2015 | Ten Thousand Saints         | Teddy               |                |
| 2015 | I Am Michael                | Nico                |                |
| 2015 | Ted 2                       | Amante na Comic Con | Não creditado  |
| 2015 | Here Now                    | Dark                | Curta-metragem |
| 2016 | The Drowning                | Danny Miller        |                |
| 2016 | Shangri-La Suite            | Teijo Littlefoot    |                |
| 2017 | The Outcasts                | Dave                |                |
| 2017 | The Year Of Spectacular Men | Sebastian Bennett   |                |
| 2017 | A Midsummer Night's Dream   | Puck                |                |
| 2018 | The New Romantic            | River Dewan         |                |
| 2018 | Paper Year                  | Dan Delaney         |                |
| 2019 | Shaft                       | Karim Hassan        |                |
| 2019 | Zombieland: Double Tap      | Berkeley            |                |
| 2019 | The Artist's Wife           | Danny               |                |
| 2021 | Resident Evil               | Leon S. Kennedy     |                |

### Televisão
| Ano       | Título                                | Papel                 | Notas                              |
| --------- | ------------------------------------- | --------------------- | ---------------------------------- |
| 2006      | A Girl Like Me: The Gwen Araujo Story | Danny Araujo          | Filme de TV                        |
| 2007      | Devil's Diary                         | Garoto adolescente #1 | Filme de TV                        |
| 2007      | Aliens in America                     | Sam                   | 3 episódios                        |
| 2008      | Gym Teacher: The Movie                | Champ                 | Filme de TV                        |
| 2009-2010 | Caprica                               | Ben Stark             | 3 episódios                        |
| 2009      | Spectacular!                          | Tajid                 | Filme de TV                        |
| 2010-2013 | Victorious                            | Beck Oliver           | 56 episódios                       |
| 2011      | iCarly                                | Beck Oliver           | Episódio: "iParty with Victorious" |
| 2012      | Rags                                  | Finn                  | Filme de TV                        |
| 2013-2014 | Twisted                               | Danny Desai           | 20 episódios                       |
| 2015      | Tut                                   | Rei Tutancâmon        | 3 episódios                        |
| 2016      | Last Teenagers of the Apocalypse      | Bones                 | 4 episódios                        |
| 2017      | Ghost Wars                            | Roman Mercer          | 13 episódios                       |
| 2019      | Now Apocalypse                        | Ulysses Zane          | 10 episódios                       |
| 2020      | The Stranger                          | JJ                    | 11 episódios                       |

## Ligações Externas
Avan Jogia. no IMDb.